# Suore di San Bernardino da Siena
Le suore di San Bernardino da Siena, dette bernardine (in inglese Bernardine Sisters of St. Francis), sono un istituto religioso femminile di diritto pontificio: le suore di questa congregazione pospongono al loro nome la sigla O.S.F.

## Storia

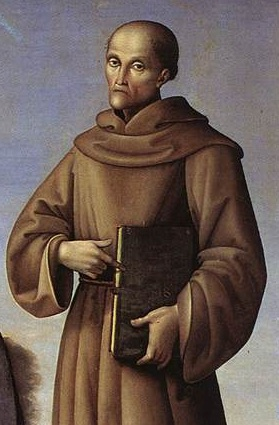
San Bernardino da Siena, titolare della congregazione, in un dipinto del Perugino

La congregazione fu fondata da una comunità di tre religiose francescane provenienti dal monastero polacco di Zakliczyn guidata da Veronica Grzedowska (1843-1916): giunte a Mount Carmel, in Pennsylvania, su invito del parroco Taddeo Jachimowicz per aprire una scuola, diedero inizio all'istituto il 16 ottobre 1894.
La casa madre della congregazione nel 1906 fu trasferita a Reading.
L'istituto, aggregato all'Ordine dei frati minori dal 5 giugno 1919, ricevette il pontificio decreto di lode il 19 maggio 1933 e le sue costituzioni ottennero l'approvazione definitiva dalla Santa Sede il 6 maggio 1941.

## Attività e diffusione
Le bernardine si dedicano all'istruzione e all'educazione della cristiana della gioventù, all'assistenza a orfani e ammalati e alle opere sociali.
Oltre che negli Stati Uniti d'America, sono presenti in Brasile, Liberia, Mozambico, Porto Rico, Repubblica Dominicana; la sede generalizia è a Reading.
Alla fine del 2008 la congregazione contava 383 religiose in 52 case.